# Der Schäfer und der König

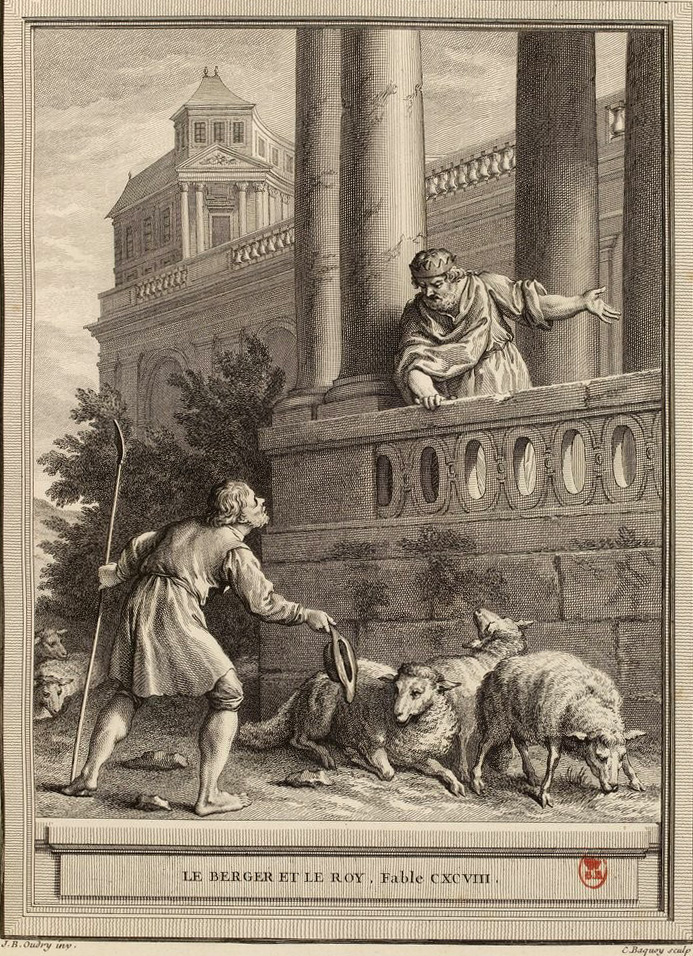
Le berger et le roi

Der Schäfer und der König (französisch Le Berger et le Roi) ist die zehnte Fabel im zehnten Buch der Fabelsammlung des französischen Dichters Jean de La Fontaine. Die Fabel ist eines der eindrucksvollsten Beispiele La Fontaines für die Einsamkeit eines Monarchen.
In „Le Berger et le Roi“ sieht ein König, wie gut ein Hirte seine Schafherde umsorgt, und beschließt ihn zum „Pasteur de gens“ (Menschenhirten) zu machen, dem Richter für Streitigkeiten an seinem Hof. Ein Einsiedler erfährt davon und eilt zum Hirten, um ihn von dieser Torheit abzubringen. Er erzählt ihm von einem Blinden, der eine durch die Kälte erstarrte Schlange aufhob und dachte, es sei eine Peitsche. Die Umstehenden klärten ihn auf und rieten ihm das giftige Tier fallen zu lassen. Der Blinde vertraute ihnen nicht und starb schließlich am Biss der Schlange. Der Hirte beachtet den Rat seines Freundes aber ebenfalls nicht, was er später bereuen sollte. Die Verlierer der Gerichtsurteile des neuen Richters erheben falsche Anschuldigungen gegen ihn, indem sie behaupten, er habe sich ihren Reichtum angeeignet, um sich heimlich einen eigenen Palast zu bauen. Der König untersucht die Angelegenheit, findet aber weder einen Palast noch Schätze und entlastet den Hirten. Obwohl unschuldig, beschließt der Hirte dennoch, den Königshof zu verlassen und zu seiner Herde zurückzukehren, um eine Erfahrung klüger geworden.

## Moral
Die Erzählung beginnt damit, die Untugenden aufzuzählen, die sich als Wurzel allen menschlichen Unglücks herausstellen:
Von zwei Dämonen ist besessen unser Leben,

und wo sie herrschen, ist Vernunft weit fortgebannt;

ich weiß kein Herz, das nicht den beiden hingegeben.

Und wie sie heißen? Nun, sie sind euch wohlbekannt:

Die Liebe wird der eine, Ehrgeiz der andere genannt.

Des letzteren Reich ist weit: Ihm frönen alle Seelen,

selbst Liebe ist von ihm bedroht.

Übersetzung: Ernst Dohm
Selbst ein guter König ist eine gefährliche Gesellschaft für einen ehrlichen Mann. Aus der Sicht des Königs ist seine Notlage allerdings sehr viel verzweifelter als die des Hirten: Er verliert seinen einzigen guten Diener und ist wieder einsam.